# Thierry Thibault
Thierry Thibault (1963) is een Frans componist, dirigent, tubaïst en muziekpedagoog.

## Levensloop
Thibault studeerde aan het Conservatoire national supérieur de musique in Parijs en aan het Boston Conservatorium in Boston, Massachusetts. Sindsdien is hij werkzaam als componist, dirigent, tuba-solist en muziekpedagoog. Hij is als professor verbonden aan Conservatoire National de Région de Rennes in Rennes en aan de École de Musique de Saint-Malo. In 1999, 2000 en 2001 was hij gast-professor aan het Conservatorio Nacional de Música «Juan José Landaeta» in Caracas, Venezuela. 
Hij was medeoprichter van het koperkwartet Epsilon en het ensemble Tuba Yaga. Als solotubaïst verzorgt hij regelmatig optredens met het Orchestre de Bretagne, het Orchestre Régional du Limousin, het Grand orchestre d'harmonie de la Garde Républicaine in Parijs en de Musique des Équipages de la Flotte de Brest in Brest. Hij is laureaat van het internationale concours voor koperblazers in 1988 in Narbonne, Frankrijk en het internationale concours voor kamermuziek in 1993 in Osaka, Japan. Hij heeft een concerttournee door heel Europa, door Japan, de Verenigde Staten, Afrika en Zuid-Amerika gemaakt. 
Thibault is dirigent van WonderBrass - Ensemble de cuivres et percussion du Conservatoire de Saint-Malo.
Ook als jurylid van nationale en internationale wedstrijden is hij een veelgevraagd vakman. Hij is lid van de SACEM.
Als componist schreef hij tot nu rond 50 werken voor harmonieorkest, kamermuziek en pedagogische werken. 

## Composities

### Werken voor harmonieorkest en brassband
- 2003 Sémaphore, voor koperkwartet en harmonieorkest
- Frère de la Brume
- Kerlouan, voor tuba solo en brassband

### Kamermuziek
- 1998 La lanterne magique, voor saxhoorn of tuba en piano
- 2001 Alla Cubana, voor koperkwartet
- Bactéries, voor koperkwartet
- Epsibop, voor koperkwartet
- Générique, voor koperkwartet
- Gulfstream, voor eufonium-/tubakwintet
- Jazz Suite, voor eufonium-/tubakwintet
- Marching Band, voor koperkwartet
- Pas de mine, voor eufonium-/tubakwintet
- Promenade, voor saxofoonkwartet
- Quatuor de cuivres, voor koperkwartet

### Pedagogische werken
- 2003 15 duos et trios d'audition pour le premier cycle, voor saxhoorns, eufonium, tuba's, trombones, bassen of fagotten
- 2003 Six quatuors d'audition pour le 2ème cycle, voor saxhoorns, eufonia, tuba's, trombones, bassen of fagotten

- Bibliothèque nationale de France: cb14819371t (data)
- Gemeinsame Normdatei: 1015516734
- International Standard Name Identifier: 0000 0001 1078 4257
- Library of Congress Control Number: nr2006025528
- MusicBrainz: b88de4b5-5117-41e3-bd86-d48a08b981ee
- Système universitaire de documentation: 166948462
- Virtual International Authority File: 95252678
- WorldCat: E39PBJc7WHRrv8JQ9XkyRX4pfq